# Ehrendorferia chrysantha
Ehrendorferia chrysantha là một loài thực vật có hoa trong họ Anh túc. Loài này được (Hook. & Arn.) Rylander mô tả khoa học đầu tiên năm 1997.

## Hình ảnh

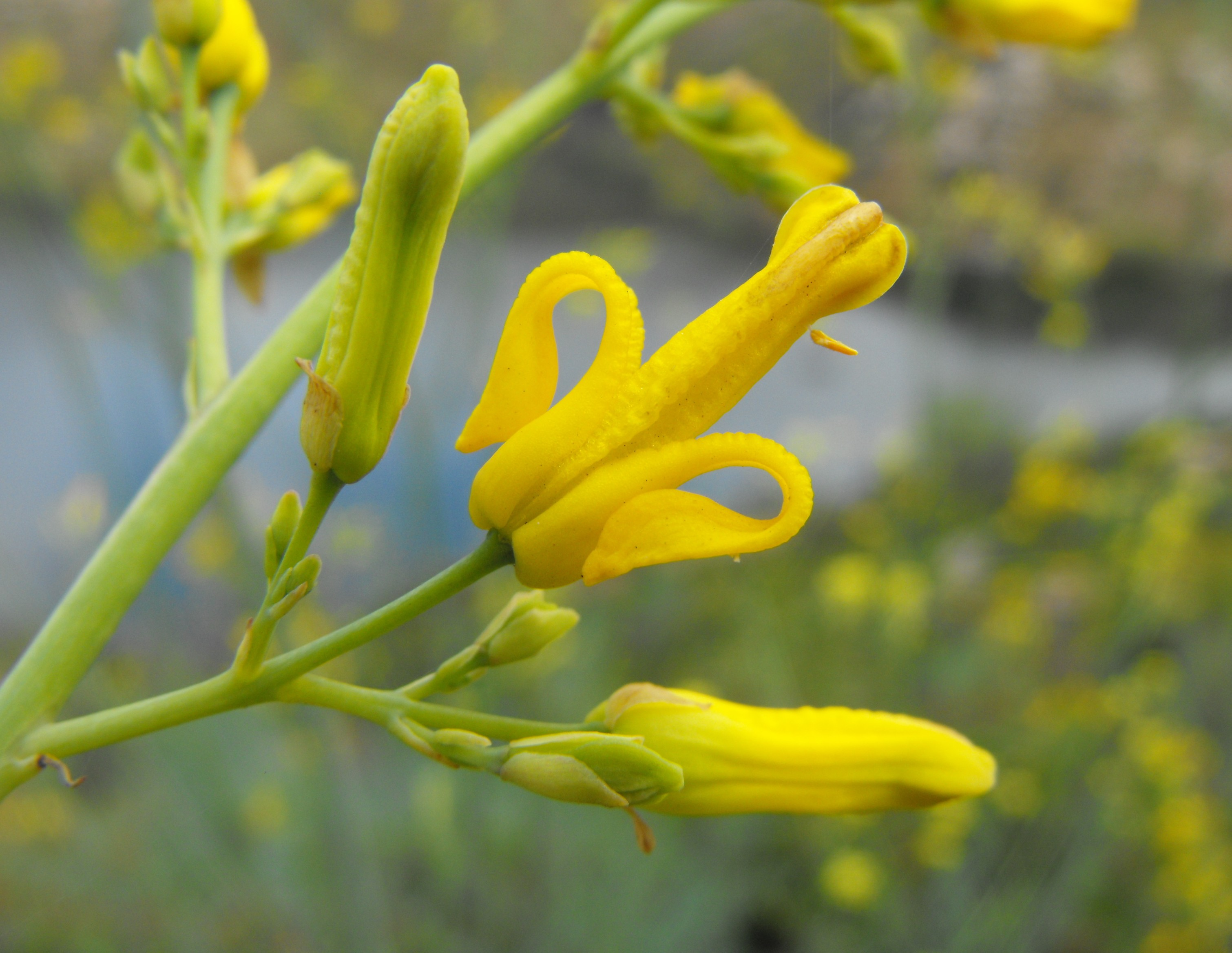
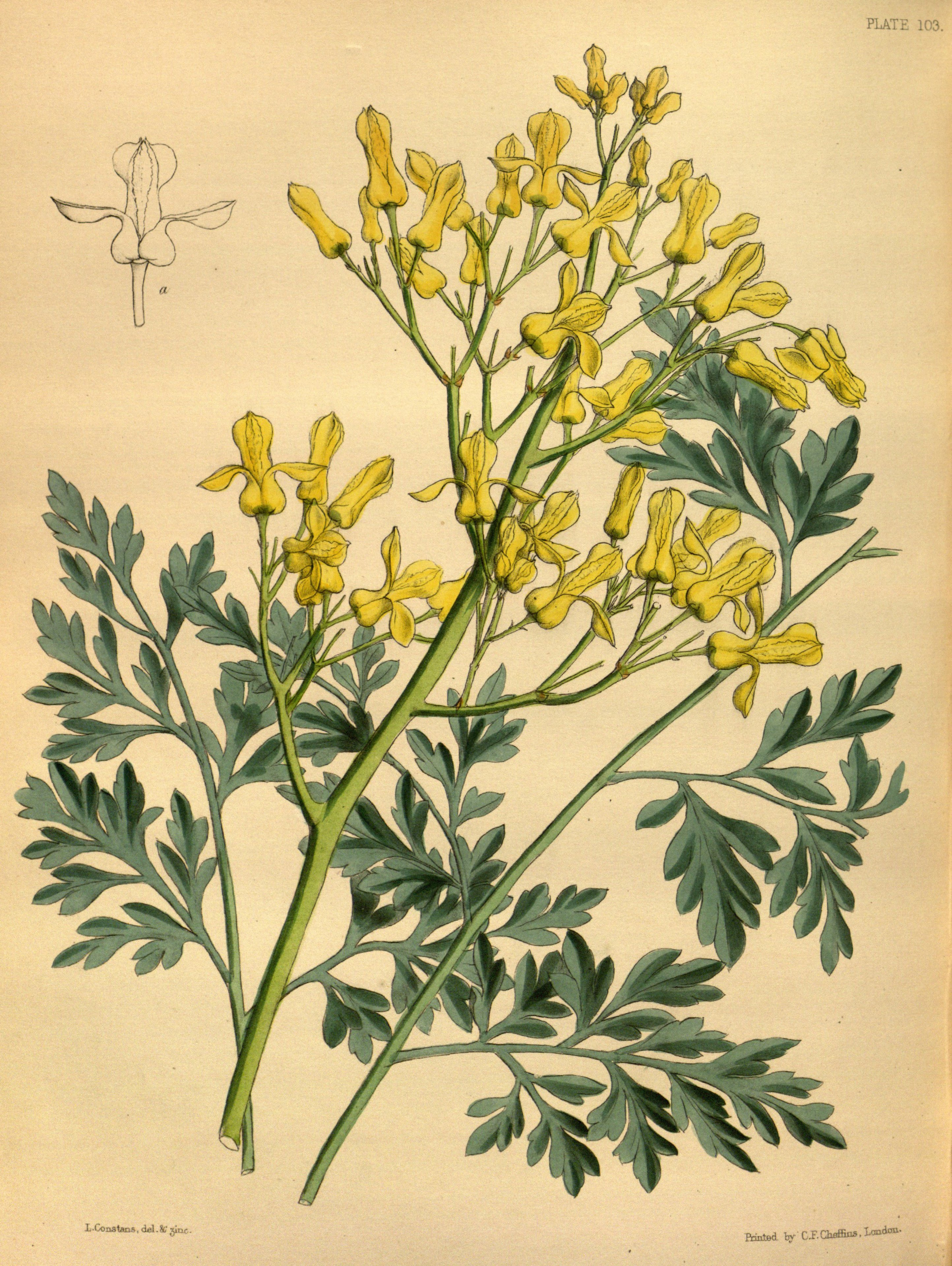